# Kamandi
Kamandi es un personaje de historietas estadounidense, creado por el escritor y artista de historietas Jack Kirby y publicado para la editorial DC Comics. La mayor parte de las apariciones de Kamandi fueron en su propia serie en solitario, titulada Kamandi: El último chico de la Tierra, publicado entre 1972 y 1978. Kamandi es un joven héroe huérfano, sobreviviente en un mundo afectado por el llamado Gran Desastre, un posible futuro del Universo DC posapocalíptico, en el cual, los seres humanos involucionaron a un estado de barbarie, viviendo en un mundo gobernado por animales inteligentes, altamente evolucionados. Hace pocos años, el personaje reapareció en la serie limitada The Multiversity, y luego en una miniserie en plena etapa DC Rebirth, titulada Kamandi Challenge.

## Historia sobre su publicación

### El creador del personaje
El editor de DC, Carmine Infantino, había intentado adquirir la licencia para poder publicar historias sobre la franquicia de El Planeta de los Simios. Como finalmente no llegó a suceder, Jack Kirby (que para ese momento estaba trabajando para DC Comics) le comentó que podría crear un personaje con un concepto similar. Kirby no había visto las películas originales, pero comprendió de inmediato el concepto y basándose en una historia muy similar a las películas, que desarrolló para la editorial Harvey Comics titulada, "el último enemigo!" una década antes, la misma consistía en una serie de historias alarmantes que precedieron a la novela original de El Planeta de los Simios. También utilizó la idea que tuvo de una tira cómica que nunca llegó a publicar y que había creado en 1956, titulada: Kamandi de las Cuevas. Kirby trajo todos esos elementos juntos para poder crear a Kamandi. Como en los otros cómics que Kirby dibujó para la DC en los años 70, la trama estaba muy condicionada por la parte artística. La imaginación de Kirby se elevaría con una grandiosa puesta en escena involucrando batallas entre ejércitos de animales o un satélite artificial gobernado por robots, y crearía una trama acorde para poder plasmar su visión artística.
A pesar de que su plan inicial no era editar una historia como una serie mensual, con la cancelación del cómic de su autoría:Forever People lo liberó para desarrollar mejor a Kamandi.

### La serie mensual
La serie de Kamandi fue lanzada entre octubre y noviembre de 1972. Escrito y dibujado por Jack Kirby, hasta el #37, (enero de 1976). Kirby también realizó las ediciones del # 38 al # 40, a pesar de que fueron escritos por Gerry Conway. Cuando Kirby dejó DC, la serie continuó con Conway y dibujado por Chic Stone. Las ediciones posteriores fueron escritas alternativamente por Paul Levitz, Dennis O'Neil, David Anthony Kraft, Elliot S. Maggin, y Jack C. Harris, con dibujos de Pablo Marcos, Keith Giffen, y Dick Ayers. La serie fue cancelada durante el evento conocido como "Implosión DC" de 1978, a pesar de que las cifras de ventas para la dicha serie eran respetables. La última historieta fue publicada con el #59 entre septiembre a octubre de 1978. Dos historias adicionales, completadas pero no publicadas en la serie regular, fueron incluidas posteriormente en el cómic Cancelled Comic Cavalcade #2.

### Conexión con el Universo DC

#### Visión general de la serie: Pre-Crisis
Bajo la escritura de la historieta con Jack Kirby, Steve Sherman indicó una vez en la sección final donde responden a los lectores las preguntas sobre la serie, que el personaje estaba conectado a otra serie de Jack Kirby: OMAC, y que el personaje nació en algún momento cuando se presentaban los eventos previos al denominado "Gran Desastre". La única conexión explícita con el Universo DC se produciría con el número #29, donde Kamandi descubre a un grupo de simios que adoraban el traje de Superman, y hablaban sobre las leyendas del kryptoniano tratando de detener el "Gran Desastre". La historia era muy ambigua, puesto que si las leyendas eran aparentemente ciertas, Kamandi creía que Superman podría haber sido real, o al menos el hecho de que el traje era de Superman.
Varias historias que no fueron escritas por el propio Kirby convergían con la serie, y más aún explícitamente con el Universo DC. Kamandi en otras de las series mensuales, se reunió con Batman en The Brave and the Bold Vol. 1 #120 (julio de 1975) y en el #157 (diciembre de 1979). otra en Superman Vol. 1 #295 (enero de 1976) donde se establece que el traje que se ve en la edición #29 era de hecho de Superman, y que Tierra A.D. es un futuro alternativo para de Tierra 1, una línea de tiempo que no es parte de la continuidad de la Legión de Super-Héroes (Más tarde, el evento conocido conmo Crisis Infinita denominó a dicha tierra como Tierra 295 y otra versión alterna donde convivieron unas historias con los Atomic Knights de Tierra 86). En las historias planteadas en las ediciones #49 y #50 establecieron que el abuelo de Kamandi era nada menos que Buddy Blank, el héroe conocido como OMAC; además, cuenta con un breve regreso del satélite aliado de OMAC, Hermano Ojo. La historia de Kamandi del ejemplar Cancelled Comic Cavalcade #2, tenía como invitado a The Sandman y establece allí que el nombre de Kamandi es Jed Walker.
En la serie de 1975-1977 Hercules Unbound y en las historias complementarias de OMAC y Kamandi publicadas en The Warlord se observó la conexión de OMAC con Kamandi, tanto a la historia principal contada en Hércules Unbound como las que conectaba la aparición de otros personajes posapocalípticos, los Atomic Knights. Allí muestran que el Gran Desastre se desarrolló por una guerra nuclear en 1986, y que precipitó los acontecimientos que ocasionaron el Gran Desastre. Pero, en la historia aparecida en Superman Vol.1 #295 (enero de 1976) da otra versión del Gran Desastre, donde este fue un acontecimiento natural. Con la Crisis Infinita, se dio a entender que son dos eventos diferentes de futuros alternativos con el mismo fenómeno denominado Gran Desastre, y que ocurrieron en dos tierras paralelas diferentes, como se explicó anteriormente.
En el cómic DC Comics Presents Vol. 1 #57 (mayo de 1983) se reveló que los eventos de las historias de los Caballeros Atómicos eran una fantasía de la mente de Gardner Grayle, pero el cómic DC Comics Presents Vol. 1 #64 y la maxiserie limitada Crisis en las Tierras Infinitas #2 dejaría claro que Kamandi todavía existía en un futuro alternativo de Tierra 1.
A raíz de las consecuencias de la Crisis en las Tierras Infinitas, el evento del Gran Desastre nunca se produjo, y el niño que se habría convertido en Kamandi, en su lugar se convirtió en Tommy Tomorrow, un respetado héroe del espacio que lideraba a un grupo de astronautas conocidos como Los Planetarios.

#### Post-Crisis Infinita: Renacimiento del personaje
Las consecuencias de la serie limitada de Crisis Infinita, un búnker llamado Comando-D fue construido bajo las ruinas de la ciudad de Blüdhaven, ese mismo búnker es el que se tomó como referencia del lugar donde se crio Kamandi en los años posteriores a los acontecimientos de El Gran Desastre en la época pre-Crisis.
A principios de 2007, el blog de DC Comics, conocido como DC Nation y sus publicaciones en la sección final de cada historia de DC Comics, mostraban una imagen parcial de Darkseid y mencionaban la posibilidad de la existencia del evento conocido como "El Gran Desastre". Con el arte promocional adicional de DC Comics para la serie Cuenta atrás para la Crisis Final, se mostraba de nuevo a la estatua de la libertad en ruinas, similar a la portada de Kamandi Vol. 1 #1. Dan DiDio más tarde revelaría que la apariencia de dicha estatua en esos sumarios anunciados, eran una referencia a la Guerra de los Sinestro Corps. A lo largo de 2007, DC Comics continuó con más referencias al evento conocido como "El Gran Desastre". En Cuenta Atrás Vol. 1 #31, Buddy Blank y su nieto rubio no identificado fueron introducidos en la trama de la maxiserie, además, que dicha historia sucedía en Tierra-51, luego de las consecuencias ocasionadas por parte de Superboy Prime. A partir de Cuenta Atrás Vol. 1 #6, el Gran Desastre ya se encontraba en desarrollo, justamente en Tierra-51, como Superboy-Prime había ocasionado con anterioridad la destrucción de dicha Tierra, con la intervención de Nix Uotan, el Monitor de Tierra 51 que restauró a dicha tierra, convirtiéndola en la versión moderna de Tierra A.D.; ahora, el causante del agente que ocasionó el Gran Desastre, era producido por un brote de un virus, que provocaba que los seres humanos desarrollasen una evolución inversa y comportamientos salvajes, con carácter del tipo animal, a la vez que los animales evolucionaban y desarrollaban rasgos humanoides. En Cuenta Atrás Vol. 1 #5, el virus había atacado a la madre del nieto de Buddy Blank, pero su nieto adquirió cierta invulnerabilidad al virus, creándole resistencia a ser infectado. Una, la versión de una miembro de la Legión de Super-Héroes, proveniente de una tierra alternativa, basada en el personaje de la Legión conocido como Triplicate Girl, le da un anillo de vuelo de la Legión a Buddy Blank, que utiliza para llevarlo a unas instalaciones del Proyecto Cadmus, conocidas como el "Comando-D", el lugar donde se controlaba a la máquina denominada Hermano Ojo, y con las suficientes defensas necesarias para protegerlos de las víctimas del virus. A medida que se acomodan en las instalaciones, deseaban que su nieto les pueda perdonar y así sobrevivir como "El último chico de la Tierra", es decir, que se confirmaba firmemente que era Kamandi.
En la miniserie tie-In de Cuenta Atrás, Cuenta atrás: Arena #2, una versión de Starman simio de Tierra-17 menciona que estaba tratando de forjar una tregua entre las fuerzas de Kamandi y Ben Boxer, lo que indica la existencia de un mundo similar al de Kamandi, de Tierra-51.
Kamandi y El Demonio aparecerían en el arco "El juego del diablo", escrito por Joe Kubert y Brandon Vietti como dibujante, en la miniserie Joe Kubert Presents #6 (mayo de 2013).

#### Crisis Final
Kamandi nuevamente aparece en la introducción del evento conocido como Crisis Final, y en el que se ve lo que parece ser una distorsión del tiempo, intentando hablar con Anthro, conocido entre los personajes de DC Comics como "El primer niño en la Tierra", el arma que el Nuevo Dios Metron le dio, una clara referencia a la serie de Anthro, como si fuera Prometeo, en donde se le da el conocimiento en la forma del descubrimiento del fuego. Hace otra aparición en el segundo número, como uno de los cautivos de los malvados Nuevos Dioses de Apokólips, junto a Batman, advirtiéndole al detective Dan Turpin sobre la toma de esclavos. En el último número, regresa a Tierra-51 después de que ha sido reconstruido nuevamente su mundo.

## Biografía del personaje
En la serie del mismo nombre, Kamandi es un joven adolescente sobreviviente en una Tierra posapocalíptica, cuya narrativa textual describe cómo la "Tierra A.D. (Earth After Disaster, traducido como "La Tierra después del desastre") ha sido devastada por una catástrofe misteriosa llamada el Gran Desastre. La naturaleza precisa del gran desastre nunca se reveló en la serie original, a pesar de que "tenía algo que ver con los efectos de la radiación" (en la columna de la sección de respuestas de las cartas sobre la serie, Jack Kirby y su entonces asistente Steve Sherman afirmaban reiteradamente en sus respuestas a las personas que les escribían, que el "Gran Desastre" no fue una guerra nuclear, un hecho que más tarde sería confirmado en la edición #35). El desastre acabó con la civilización construida por el ser humano, y una parte sustancial de la población humana se extinguió. Sólo unos pocos focos aislados de la especie humana apenas habían sobrevivido en refugios subterráneos, mientras que otros regresaron a un estado de salvajismo, haciendo del humano un ser similar a los hombres primitivos en la época pretecnológica, o sea a la Edad de Piedra.
Poco antes del Gran Desastre, un científico del Centro Médico Walter Reed del Ejército, el Dr. Michael Grant, desarrolló un medicamento llamado Cortexin, que estimulaba las habilidades de razonamiento de los animales. Durante el Gran desastre, Grant dio a conocer sus experimentos con animales, aquellos que fueron utilizados para el experimento con la droga. Luego, accidentalmente arrojó la fórmula del Cortexin a la corriente de la tubería principal por las aguas del drenaje. Días más tarde, los animales escaparon del zoológico nacional, y bebieron el agua del alcantarillado, y empezaron a ser afectados y cambiados por la fórmula.
El período en el que vivió Kamandi es una época no especificada tras el Gran Desastre, y los efectos de Cortexin, junto con radiación desatada durante los efectos colaterales del "Gran Desastre", se reprodujeron sobre una gran variedad de animales (la mayoría de ellos eran descendientes de animales del zoológico de donde los animales habían escapado tras el Desastre), incluyendo un número no limitado de barracudas, murciélagos, guepardos, coyotes, cocodrilos, perros, ardillas, gorilas, canguros, leopardos, leones, lagartos, pumas, ratas, perezosos, tigres y lobos, adoptando formas bípedas para caminar, una forma más humanoide y sensible, y adquiriendo el don para hablar, algo que aprendieron de los últimos humanos con los que trataron y que con los años sus descendientes aprendieron de sus padres. Otros animales que mutaron, como delfines, ballenas orcas y serpientes desarrollaron la capacidad de sentir, pero conservaron más o menos su tamaño y su forma originales. Las especies animales más inteligentes se equiparon con el conocimiento sobre armas y tecnología rescatadas de las ruinas de la civilización humana, y comenzaron a luchar por el territorio. Los caballos, aparentemente, no se vieron afectados en este proceso, y terminaron por convertirse en el medio de transporte de un mundo que tecnológicamente había sido empobrecido en la Tierra A.D.
En ese momento, la mayoría de los seres humanos que habían sobrevivido estaban actuando de forma bestial y salvaje, con una capacidad de razonamiento muy limitada, pues la droga los afectó de manera inversa, devolviéndolos a un estado anterior que tuvo el ser humano a comienzos de la era humana: el hombre de las cavernas. La mayoría sólo tenía una capacidad para hablar de manera rudimentaria, aunque podían ser entrenados. La causa exacta de la pérdida de la capacidad de razonamiento es ambigua en la serie original, a pesar de que se sostiene la tesis del efecto inverso de la droga en los humanos. En este distópico mundo, los animales trataban a los seres humanos como animales, como mano de obra, como animales de carga o de compañía.
Por aquel entonces, Kamandi era el único ser humano pensante y el último sobreviviente de la civilización humana del pasado, viviendo en el búnker conocido como el "Comando-D" cerca de lo que fue la ciudad de Nueva York. "Kamandi" es quizá lo que para las especies animales evolucionadas de dicha época era un espécimen corrupto proveniente del "Comando-D". No estuvo claro si alguna vez Kamandi haya tenido otro nombre. Kamandi apenas había logrado conocer a su abuelo, a quien había decidido cuidar hasta su muerte; sin embargo, Kamandi obtuvo un amplio conocimiento del mundo pre-desastre, gracias a que no sólo tenía información obtenida de su abuelo, sino a que en la base donde vivió existía una gran biblioteca de información en microfilms y algunos viejos videos de las épocas pasadas, a pesar de lo cual permaneció durante mucho tiempo la mayor parte de su vida en el interior de un búnker, ignorando cómo se encontraba el mundo exterior. Cuando su abuelo muere a manos de un lobo que llegó a las instalaciones, Kamandi salió del búnker en busca de otros puestos de avanzada humanos.
Pronto, descubre que existen otros seres humanos inteligentes que habían dejado la Tierra; entre ellos, Ben Boxer y sus amigos Steve y Renzi, un trío de humanos mutantes modificados genéticamente para sobrevivir en la Tierra A.D., y con los cuales entabló una amistad. También hizo varios amigos animales, entre ellos el Doctor Canus, un científico perro antropomórfico a las órdenes del gran César (el líder del Imperio Tigre) y su hijo adolescente César Tuftan. Más tarde, en el reparto de la serie aparecería una mujer alienígena llamada Pyra, la Chica Espíritu y el detective consultor Mylock Bloodstalker y su socio Doile. Incluso los animales más singulares de las historias quedaban desconcertados con Kamandi y Ben, por su capacidad para el habla.
Kamandi y sus amigos se propusieron explorar el mundo de Tierra A.D., con la esperanza de encontrar especímenes de la humanidad sobrevivientes con las mismas características para pensar y hablar, para así intentar poder restaurar un día la especie humana, restaurando la sensibilidad y la civilización que el ser humano había perdido.

## Homenajes al personaje
- Se ha rendido homenaje a Kamandi en la serie de 1998 Superboy, cuando Superboy apareció en un mundo similar al de Kamandi.
- El arco argumental de Savage Dragon This Savage World (que abarca los números #76-81) estaba directamente inspirado (y homenajeaba a) Kamandi.
- El personaje de la serie animada Adventure Time, Finn el humano, es un homenaje al personaje, puesto que su parecido es intrínseco físicamente, y ambos poseen al menos un amigo canino.

## Otras versiones

### Mundos Alternativos
- Un Mundo Alternativo del Elseworld, titulado, Kamandi: En el fin de la Tierra, miniserie publicada en 1993, se alejó un poco del concepto creado por Jack Kirby, apenas rescatando el nombre del personaje protagonista de la historia. Esta serie fue seguida por Superman: En el fin de la Tierra, ambas series limitadas fueron escritas por Tom Veitch.[33][34]

### Superman / Batman
En el tercer arco de la serie mensual del Volumen 1 de historia del Superman/Batman, se mostró a los héroes viajando a través del tiempo, conociendo o combatiendo al lado o contra diversos personajes, entre los cuales se encontraban: Sgto. Rock, Jonah Hex, Darkseid, y por último, Kamandi.

### Superman & Batman: Generaciones
En Superman & Batman: Generaciones III # 3 (mayo de 2003), se estableció durante el siglo inmediatamente después de 'gran desastre' diseñado por el cerebro robotizado de Luthor. Se trataba de Superman II, Batman y otros sobrevivientes de la era tecnológica se trata de animales inteligentes Kamandi parecidos y ruinas de la maleza.

### Wednesday Comics
Dave Gibbons y Ryan Sook produjeron una serie de Kamandi en el sello de DC conocido como Wednesday Comics en 2009. Las historias de Wednesday Comics tienen su propia continuidad.

### The Multiversity
El sexto número de la serie limitada "Multiversidad", titulad "La guía de Multiversidad", cuenta con Kamandi perteneciente a Tierra 51, siendo una de las 52 Tierras del Multiverso. Kamandi en esta historia, está buscando un artefacto de una antigua ruina de la Tierra, junto a Ben Boxer, conocido en este universo como BioOMAC y el Doctor Kannus.

## Ediciones en español
- KAMANDI, el último chico de la Tierra. 59 números en color, publicados aleatoriamente (entre los números 683 hasta el 1034) en la colección BATMAN presenta: Kamandi, Editorial Novaro, 1973-1980
- KAMANDI, el último chico de la Tierra. 5 números en blanco y negro, (la recopilación sólo abarca los 40 primeros números que dibujó Jack Kirby), colección clásicos DC, Planeta DeAgostini Comics 2006-2007

## Apariciones en otros medios

### Televisión
- A mediados de la década de 1970, Kamandi estuvo a punto de obtener una serie animada, pero fue cancelada a mitad del desarrollo de la producción.[39]
- Kamandi aparece en Justice League Adventures #30 y en el séptimo episodio de la serie animada Batman: The Brave and the Bold.

### Películas
- Kamandi es protagoniza de su propio corto de animación, "Kamandi: The Last Boy on Earth!" publicado en 2021, y producido por Warner Bros. Pictures Animation.

## Véase en
- Tommy Tomorrow
- One-Man Army Corps